# Dzjampali
Dzjampali (georgiska: ჯამპალი) är ett vattendrag i Georgien. Det ligger i regionen Abchazien, i den nordvästra delen av landet, 300 km nordväst om huvudstaden Tbilisi.